# 45P/Honda-Mrkos-Pajdušáková
45P/Honda-Mrkos-Pajdušáková est une comète périodique de courte période découverte par Minoru Honda le 3 décembre 1948. Elle est nommée d'après Minoru Honda, Antonín Mrkos et Ľudmila Pajdušáková.
L'objet a une période orbitale de 5 ans et 3 mois. Le 19 août 2011, elle est devenue la 15e comète détectée avec un radiotélescope avec radar.

## Description
L'objet tourne autour du Soleil décrivant une orbite elliptique d'une période de 5,25 ans. Son noyau est de 1,3 km de diamètre. Les 19 et 20 août 2011, elle est devenue la quinzième comète détectée depuis la Terre par un radiotélescope.
Au cours de son passage au périhélie en 1995, la comète a été observée depuis l'observatoire solaire et héliosphérique (SOHO) le 16 janvier 1996, la comète était d'une magnitude apparente d'environ 7 et est passée à 4,3° du Soleil.
L'objet céleste est vert car il émet du carbone diatomique, composé chimique qui est vert dans le presque vide de l'espace.

## Passage de 2011
Lors du passage au périhélie de 2011, la comète a été retrouvée le 5 juin à une magnitude de 21. Le 8 juillet, la comète avait une magnitude d'environ 18, et, à partir du 22 juillet, le halo issu de la condensation du noyau a été remarqué autour d'une magnitude de 16. Elle devait atteindre une magnitude maximale d'environ 7,3 à la fin septembre 2016 près de son périhélie.
Le 15 août 2011, la comète a fait une approche notable à seulement 0,0600 UA (8,980,000 km , 5.580.000 mi) de la Terre,, et elle a été étudiée par le télescope Goldstone. Les observations au radiotélescope, les 19 et 20 août ont détecté des échos radar du noyau et de la chevelure.

## Passage de 2017
45P/Honda-Mrkos-Pajdušáková a atteint son périhélie le 31 décembre 2016. Le 4 février 2017, elle était à la magnitude 7 et sa chevelure faisait environ 100.000 km.
Des jumelles restaient nécessaires afin de voir l'objet en raison de sa faible brillance de surface. La comète est passée à 0,08318 UA (12.444.000 km, 7.732.000 mi) de la Terre le 11 février, 2017, soit le même jour qu'une éclipse lunaire,.
Sa prochaine approche remarquable sera en octobre 2032, elle brillera d'une magnitude de 7.

## Galerie

Images de la comète 45P/Honda-Mrkos-Pajdušáková
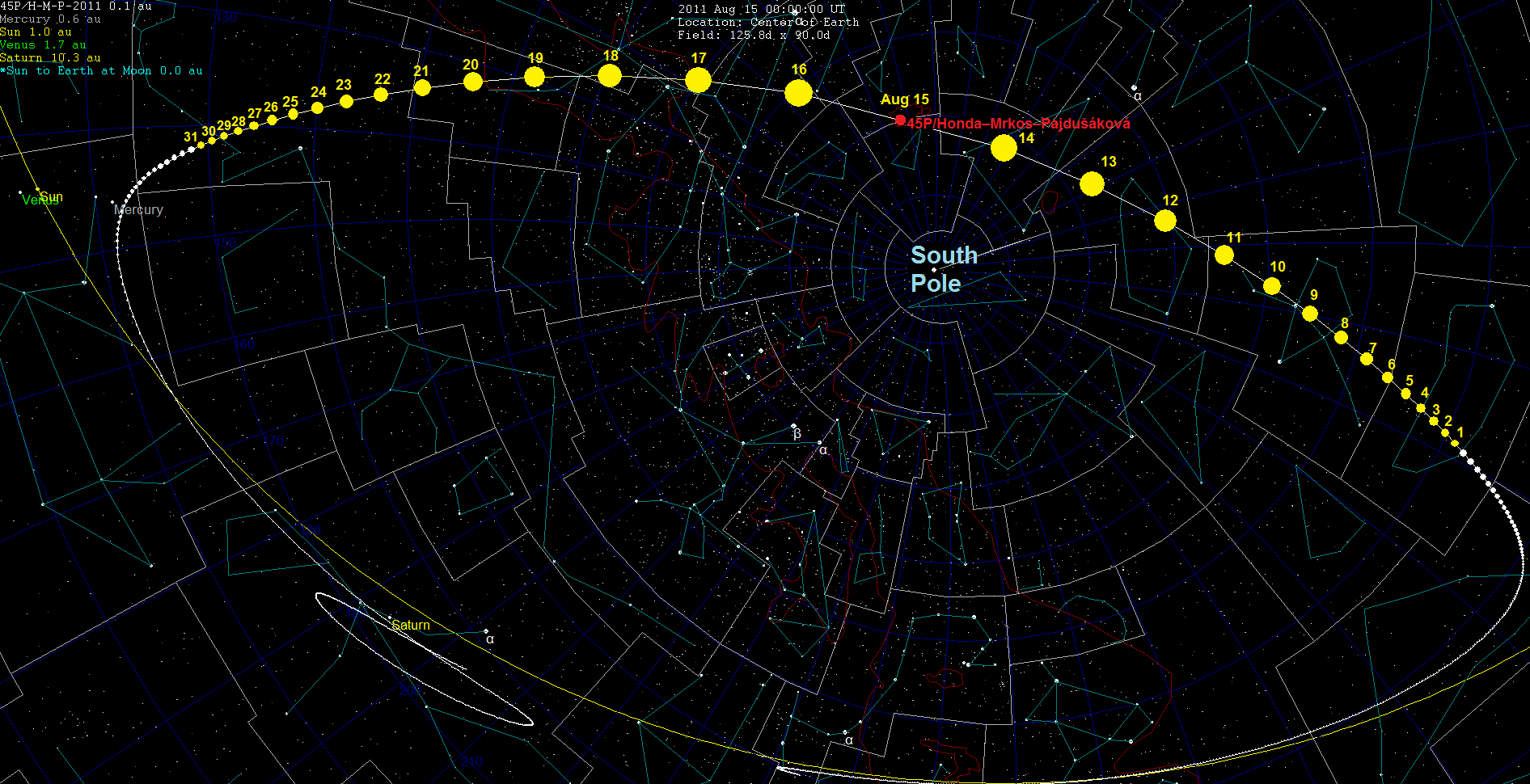
Ce diagramme montre la trajectoire de la comète en août 2011, avec un mouvement journalier représenté par des cercles, échelonné par rapport à sa distance relative à la Terre.
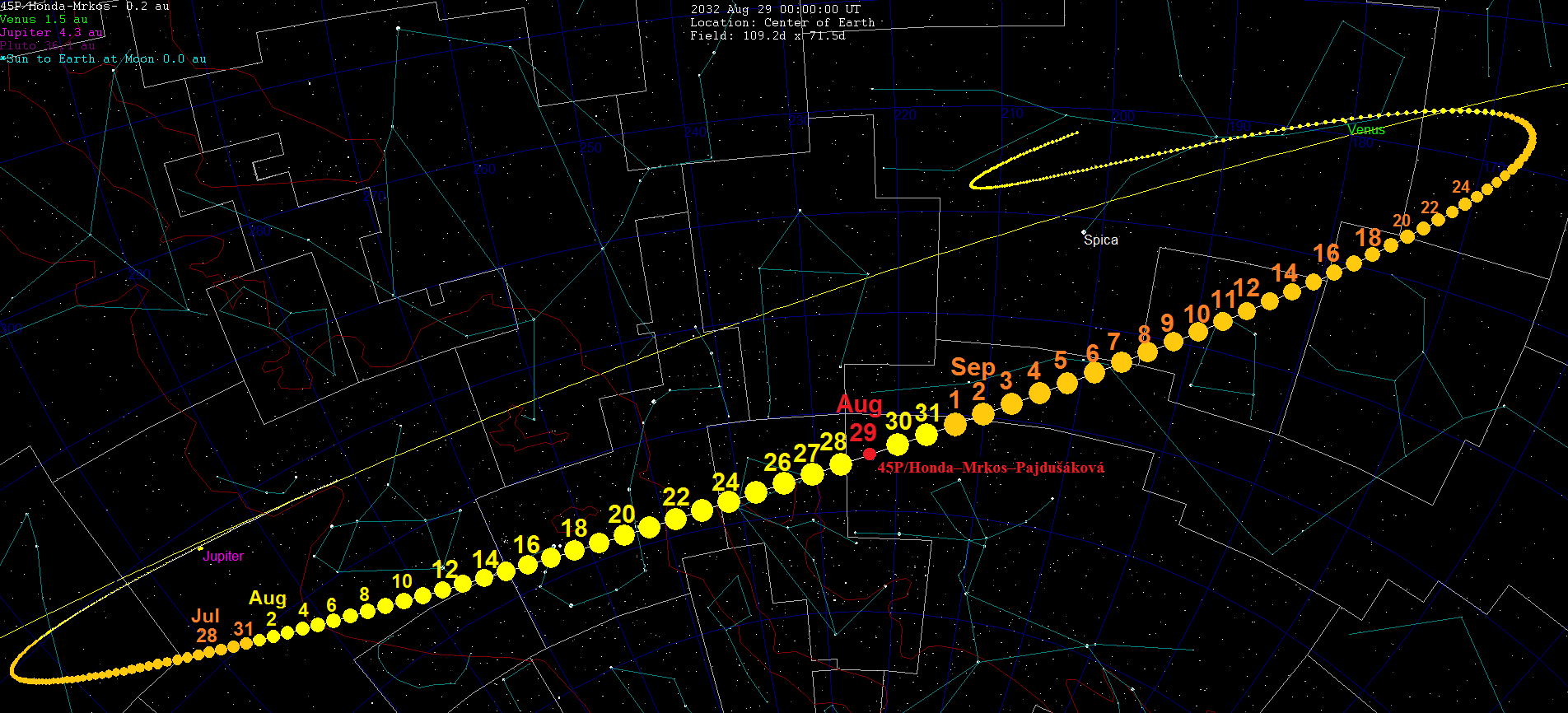
La prochaine approche notable de la Terre en octobre 2032
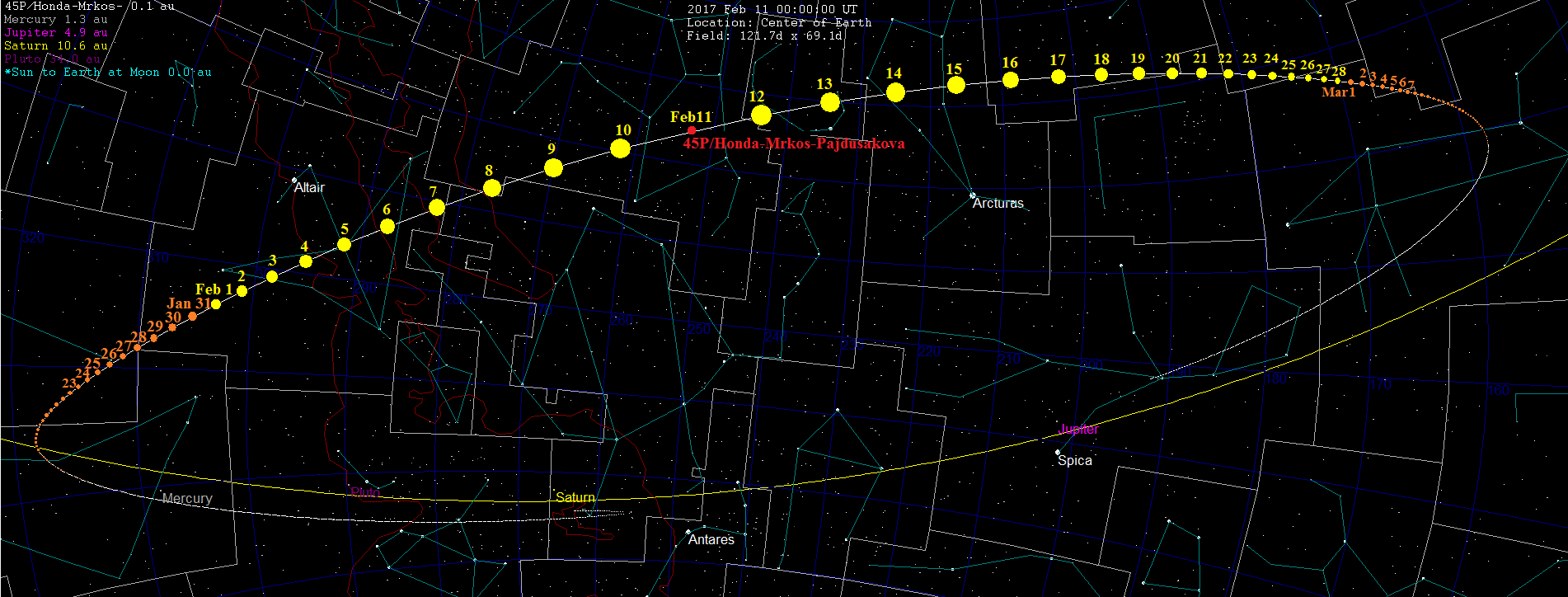
Ce diagramme montre la trajectoire de la comète de janvier à mars 2017, avec un mouvement journalier représenté par des cercles, échelonné par rapport à sa distance relative à la Terre.